# Olidiana aperta
Olidiana aperta är en insektsart som beskrevs av Nielson 1982. Olidiana aperta ingår i släktet Olidiana och familjen dvärgstritar. Inga underarter finns listade i Catalogue of Life.